# (3136) Anshan
Pour les articles homonymes, voir Anshan (homonymie).
(3136) Anshan est un astéroïde de la ceinture principale.

## Description
(3136) Anshan est un astéroïde de la ceinture principale. Il fut découvert le 18 novembre 1981 à Nanking par l'observatoire de la Montagne Pourpre. Il présente une orbite caractérisée par un demi-grand axe de 3,16 UA, une excentricité de 0,14 et une inclinaison de 4,5° par rapport à l'écliptique.

## Compléments